# Szent György-templom (Szentgyörgyvár)
A Szent György-templom Horvátországban, a Kapronca-Kőrös megyei, Szentgyörgyvár település római katolikus plébániatemploma. A szentgyörgyvári Szent György plébániatemplomot 1929-ben építették Stjepan Podhorski zágrábi építész tervei szerint Nikola Medvedac és Jakov Novosel plébánosok idejében. A templom szép példája a Stjepan Podhorski által tervezett szakrális építményeknek és a „vero Croatica” építészeti stílusnak, amelyet az óhorvát és a bizánci építészet ihletett. A vero Croatica egyúttal a horvát nemzetettudat megerősödésének a jelképe.

## Fekvése
A templom a város központjában, a Szent György tértől délre fekvő parkban áll. Szentélye keleti irányba, főhomlokzata a Stjepan Radić utcára néz. Az épület görög kereszt alaprajzú, melynek központi része a pandantivokon nyugvó kupola, mely a kereszt szárainak kereszteződésében található.

## Története
Szentgyörgyváron már a középkorban is állt templom, de az írásos forrásokban 1614-től, a plébánia újraalapítástól értesülünk róla. Későbbi állapotáról a 18. és 19. századi egyházlátogatások anyagából értesülünk, de a legnagyobb értéket a plébánia historia domusa jelenti. A 17. századtól napjainkig a mai helyen összesen három templom állt. Az első egy a Boldogságos Szűz Mária tiszteletére épített fatemplom volt, melynek a helyére a 18. században egy téglából épített templomot emeltek. 1824-ben új barokk templom épült helyette, amelynek titulusát Szent Györgyre változtatták. A gyakori templomépítés oka abban a mocsaras talajban keresendő, amelyen ezek a templomok álltak.  Ennek tudható be az is, hogy a barokk templom, alig száz évvel az építése után a 20. század elején már rossz állapotban volt. Érdekesség, hogy a templom tornya, mely 1774-ben épült a kedvezőtlen talaj ellenére jó állapotban érte meg a mai templom építését, így ez a mai templom egyetlen régi része. 
1916-ban Szentgyörgyvárra új plébános érkezett Nikola Medvedac személyében, aki rögtön szorgalmazta egy új templom építését, de erről az első világháború miatt egy időre le kellett mondania. Így a probléma megoldása egészen 1928-ig halasztódott, amikorra a templom már olyan rossz állapotban volt, hogy annak helyreállítása nem volt lehetséges. Az egyetlen megoldás az új templom építése maradt, amely viszont a helyiek és a helyi önkormányzat ellenállásába ütközött. A döntés a templom építéséről 1928. május 26-án született meg. A döntést felgyorsította az is, hogy a megyei elöljáró ugyanabban a hónapban bezárta a templomot, mert benne az egyházi szolgálatot már túl veszélyes volt elvégezni.
A régi templom lebontása július 16-án kezdődött, az alapok ásását pedig szeptember 3-án kezdték meg, az alapkövet pedig október 14-én áldották meg. Ezt követően az építés teljes erővel folytatódott, hogy az épület még a tél beállta előtt tető alá kerüljön. November 12-én az építkezés izgalmai következtében szívrohamban meghalt Medvedac plébános, akinek feladatait addigi káplánja, Jakov Novosel vette át. A templom végül a tél beállta előtt tető alá került, és már csak a kupola hiányzott, az építkezést azonban a különösen zord téli idő miatt fel kellett függeszteni. Ezután megkezdődött a torony felső részének bontása, ugyanakkor épült a kupola is. Amikor a toronyról a kereszt alatti gömböt levették egy 1865-ben írt, német nyelvű üzenetet találtak benne. 1929 őszére már az oltárok is elkészültek. Az új templomot 1929. november 10-én szentelte fel Dominik Premuš zágrábi segédpüspök, a szertartáson Antun Bauer zágrábi érsek is részt vett.

## A templom leírása

### Külső leírása
A plébániatemplom Szentgyörgyvár központjában áll az út nyugati oldalán, a keleti, északi és déli oldalon park veszi körül. Alaprajza görög kereszt, amelynek közepén áll a kupola. A kereszt szárainak hossza 35, illetve 27 méter. A hajó magassága 9 méter, a kupola magassága 15 méter. Az épület magas lábazaton áll. Központ helyén láthatóan a nyugati homlokzat kapuzata található, melyhez az egyetlen, nyitott lépcsőzet vezet. A bejárati ajtót két, korinthoszi oszlopfővel díszített oszlop keretezi, felette lunetta található. A kapuzatot virágos fonattal díszített koszorú egészíti ki, mely felett az oromzaton ólomüveggel üvegezett rozetta látható. A nyugati homlokzat déli oldalán található az 1774-ben épített harangtorony, melyet 1929-ben teljesen átépítettek.
Az épület déli szárnya oromzatos nyeregtetőben végződik. A homlokzatot függőleges rizalitok tagolják, melyek között három hosszúkás, keskeny, felül ívben záródó ablak található. Ennek nyugati oldalán, homlokzatnál beljebb, de a torony falsíkjánál kijjebb van a templom oldalbejárata. Ma ezen keresztül is be lehet a templomba jutni. Az ajtó felett félköríves, vak árkáddal keretezett biforáma látható. A keleti oldal déli részéhez 1966-ban egy kápolnát építettek, ahova a nyugatról nyíló ajtón egy előcsarnokon át lehet belépni. A bejárat déli oldalán egy kutat találunk. A kápolna háromrészes tetővel és három biforámával rendelkezik, melyből egy a déli, kettő pedig a keleti oldalon található. Az északi oldalbejárat teljesen megegyezik a déli oldalon találhatóval. A keleti oldalon található a sekrestye is a nyugatról nyíló bejárattal, két biforámás ablakkal.
A keleti oldalt a félköríves apszis uralja öt, négyszögletes ablakával. Teteje követi a templom tetővonalát a kupola felé irányítva a rálátást. A görög kereszt metszéspontjában található a kupola, mely csúcsos medálokon, más néven, vitorlákon áll. A kupoladob külső részét lizénák és kilenc, félköríves ablak díszíti. Mivel az egész barokk templomból csak a torony maradt meg az építésznek ezt is a templom stílusához kellett igazítani. A torony alsó részét meghagyta, csak az óra alatti részen avatkozott be, ahová biforámákat helyezett, a régi barokk felső részt lebontva a piramis alakú toronysisak alá pedig triforámákat épített be.

### Belső leírása
A templomba a főbejáraton egy előcsarnokon keresztül lehet bejutni, mely a nyugati oldalon található. Ennek szélessége megegyezik a szentély szélességével, a főrésztől pedig kétoszlopos árkád választja el. 1964 óta üvegfal is áll ezen a helyen. Az előcsarnokból lépünk be a templom központi területére. Az előcsarnok felett épült a kórus az orgonával, amelybe a torony lépcsőházán keresztül lehet bejutni. A középső részen az épületszárnyak kereszteződésében négy hatalmas oszlop áll. A keleti oszlopok nem különállók, már be vannak építve a szentély falába. A belső tér a szentély félköríves apszisával végződik, benne öt festett üvegablakkal. Az északi oldalán van a téglalap alakú sekrestye, míg dél felől 1966-ban egy téli kápolnát építettek hozzá. A természetes fény nagyon magasból, szűk ablakokon át éri a belső teret. A központi rész világítása a kupoladob kilenc, félköríves ablakából származik. A nyugati főbejáraton kívül a templomba északról és délről is be lehet jutni. A szentélyt a brači márványból készített főoltár uralja, melyet Vatroslav Brezak tervei szerint épített Podhorski építész 1929-ben. A szentélyt 1959-ben felújították, 1970-ben pedig a második vatikáni zsinat előírásai és Antun Ivadija tervei szerint építették át.  A legnagyobb változást az eredetileg a szentély északi oldalán elhelyezett szószék szenvedte el, melynek felső részét eltávolítva az ellenkező oldalra helyeztek és ambóként szolgál. Az alsó rész a helyén maradt és ma keresztelőmedenceként használják.
Az ólomüveg ablakokat a zágrábi üvegfestő Ivan Marinković készítette. Teljes felhelyezésük 1945-ben fejeződött be. A templomban ólomüveg található az apszisban, az északi és a déli falon, az északi és a déli ajtók felett és két ólomüveg ablak a főbejáratnál, a nyugati oldalon is van. Az ábrázolt figurális alakok szentek, gyakran hasonlítanak az adományozókra, melyek nevét az ablakok alsó részébe írták. A színek nem azonosak minden ólomüveg ablakon, de leggyakrabban kék, piros, zöld, fehér és sárga színűek. Az apszis ólomüveg ablakain Gonzaga Szent Alajos, Mária Szeplőtelen Szíve, Szent György vértanú, Jézus Szent Szíve és Szent József a Boldogságos Szűz Mária jegyese vannak ábrázolva. Az északi falon balról jobbra Assisi Szent Ferenc, majd középen Szent Cyrill, Szent Metód és Szent Rókus látható. Délen ismét három szent ábrázolást látunk, balról jobbra Tavelics Szent Miklós, a Szent Család és Kis Szent Teréz a gyermek Jézussal.  Az északi és déli ajtók feletti félköríves ablakokon szentpárok láthatók. Az északi kapu felett Szent Pál és Szent Péter, a déli felett Alexandriai Szent Katalin és Szent Ágnes láthatók. Az apszidiolában három félköríves ólomüveg ablak található Nepomuki Szent János, Keresztelő János és Szent István első vértanú. Ezek kisebb félkörös ólomüvegek, de mégis magasabbak és keskenyebbek, mint az ajtók felettiek. A főbejárat mindkét oldalán két ólomüveg ablak található. Délre Szent Dorottya és Szent Anna, északra pedig Szent Vid és Szent Borbála. 
A templom sokáig megőrizte a Podhronsky tervei szerinti formát, de az idő vasfoga, valamint a második világháború nyomot hagytak az épületen is. A templommal kapcsolatos főbb munkákat 1951-ben hajtották végre. A Novoseli utódjaként 1956-ban jött Stanislav Rajtar, aki 33 éven át volt a posztján több alkalommal is hajtott végre a templomban korszerűsítési munkákat. Az 1960-as évek elejétől az 1980-as évek végéig szorosan együttműködött a zágrábi káptalan kanonokjával és Szentgyörgyvár szülöttével, Antun Ivandijával. Ivandija tervei alapján készültek a csillárok, az elektromos világítás, a padok, a szentély felújítása. Az Egyházmegyei Múzeumból származnak a Szent Györgyöt és Szent Pétert ábrázoló festmények.